# Laundry Service
Laundry Service е петият студиен и първият англоезичен албум на колумбийската певица Шакира. Издаден е на 13 ноември 2001 г.

## Списък с песни

### Оригинален траклист
1. „Objection (Tango)“ – 3:42
2. „Underneath Your Clothes“ – 3:44
3. „Whenever, Wherever“ – 3:16
4. „Rules“ – 3:39
5. „The One“ – 3:42
6. „Ready for the Good Times“ – 4:13
7. „Fool“ – 3:50
8. „Te Dejo Madrid“ – 3:06
9. „Poem to a Horse“ – 4:06
10. „Que Me Quedes Tú“ – 4:47
11. „Eyes Like Yours (Ojos así)“ – 3:56
12. „Suerte (Whenever, Wherever)“ – 3:16
13. „Te Aviso, te Anuncio (Tango)“ – 3:43

### Латиноамериканско и испанско издание (Servicio de Lavandería)
1. „Suerte“ – 3:16
2. „Underneath Your Clothes“ – 3:44
3. „Te Aviso, te Anuncio (Tango)“ – 3:43
4. „Que Me Quedes Tú“ – 4:47
5. „Rules“ – 3:39
6. „The One“ – 3:42
7. „Ready for the Good Times“ – 4:13
8. „Fool“ – 3:50
9. „Te Dejo Madrid“ – 3:06
10. „Poem to a Horse“ – 4:06
11. „Eyes Like Yours (Ojos así)“ – 3:56
12. „Whenever, Wherever“ – 3:16
13. „Objection (Tango)“ – 3:42

### Японско издание
1. „Ojos Así“ – 3:58

### Лимитирано издание (Laundry Service: Washed and Dried)
1. „Whenever, Wherever“ (Sahara mix) – 3:58
2. „Underneath Your Clothes“ (акустична версия) – 3:57
3. „Objection (Tango)“ (афро-пънк версия) – 3:54

### Лимитирано издание DVD (Laundry Service: Washed and Dried)
1. „Objection (Tango)“ (на живо от MTV's 2002 Video Music Awards) – 4:02
2. „MTV's създаване на ′Objection (Tango)′“ – 15:20
3. „Objection (Tango)“ (видеоклип) – 4:32